# François Fug
François Fug (ur. 7 lutego 1931 w Esch-sur-Alzette) – luksemburski strzelec, olimpijczyk.
Brał udział w igrzyskach w 1960 (Rzym). Wystąpił tam w konkurencji strzelania z pistoletu dowolnego z 50 metrów, w której zajął 51. miejsce.

## Wyniki olimpijskie
| Igrzyska | Konkurencja            | Wynik                                                                                          | Miejsce    | Źródło |
| -------- | ---------------------- | ---------------------------------------------------------------------------------------------- | ---------- | ------ |
| IO 1960  | Pistolet dowolny, 50 m | Runda kwalifikacyjna: 337 punktów (86-92-83-76) Runda finałowa: 502 punkty (79-83-80-87-93-80) | 51 (na 67) | [ 1 ]  |